# Vanlig tånggråsugga
Vanlig tånggråsugga (Idotea balthica) är ett kräftdjur som hör till ordningen gråsuggor. Dess vetenskapliga artepitet, baltica, syftar på Östersjön. 
Arten kan även kallas för bara tånggråsugga, något som även är fallet för ett par andra arter havsgråsuggor, såsom Idotea chelipes (grön tånggråsugga) och Idotea granulosa (sträv tånggråsugga).
Den vanliga tånggråsuggan blir omkring 3 centimeter lång och har en platt och oval kropp. Vid bakkroppens ände finns tre spetsar. Färgteckningen är varierande, från grönaktig till brunaktig och även rödaktig. Individerna kan ha ljusare längsgående strimmor eller fläckar. 
Den lever i kustnära vatten och livnär sig på bandtång och alger. På dagen håller den sig till växtligheten men under natten kan den simma fritt. 
I Östersjön är arten en av de vanligaste havsgråsuggorna. 

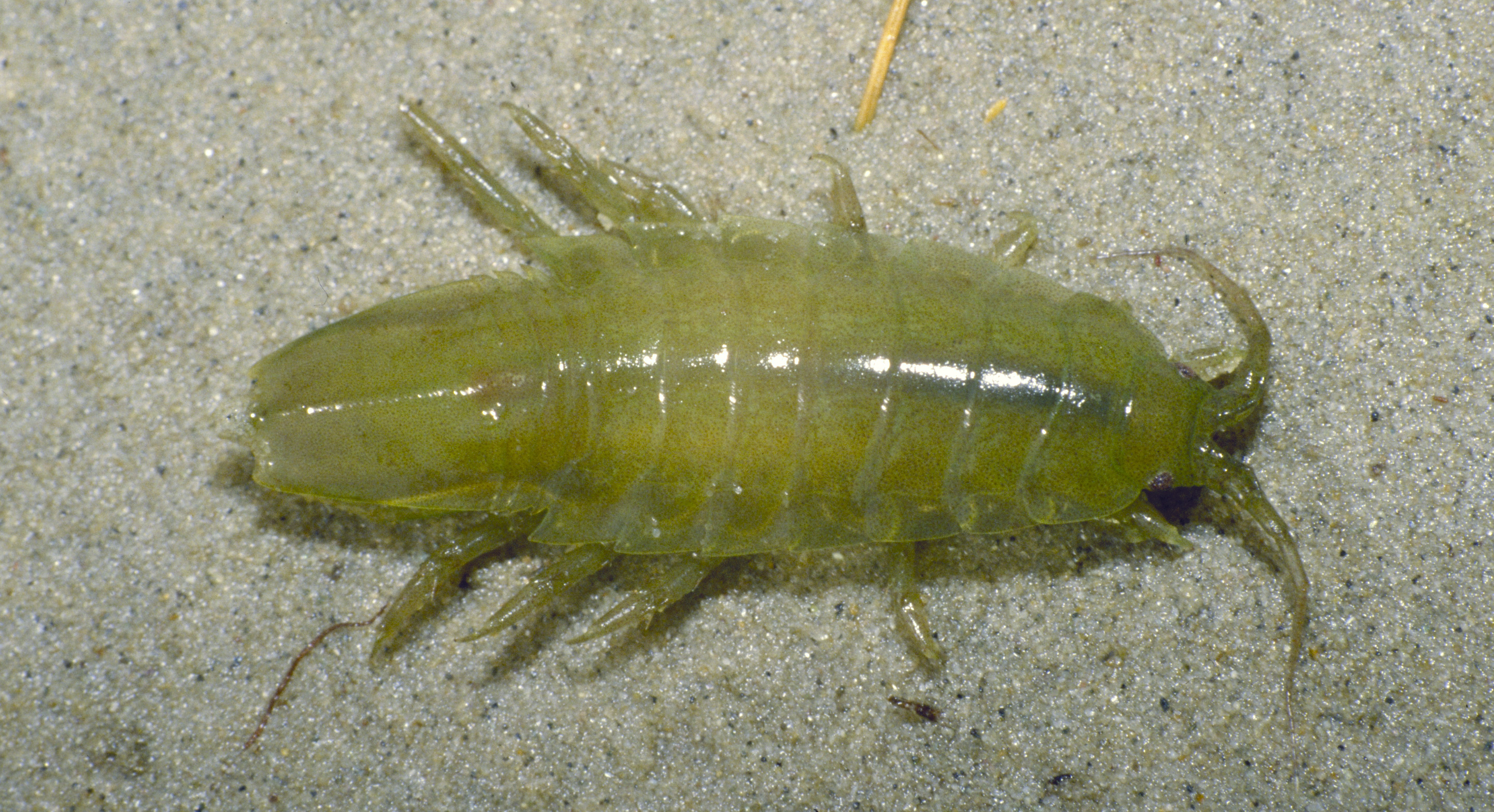